# Anton Metternich (Politiker)
Anton Metternich (* 13. Oktober 1890 in Wüschheim; † 27. August 1949) war ein deutscher Kommunalpolitiker und ehrenamtlicher Landrat.

## Leben
Nach dem Abitur studierte Anton Metternich Staatswissenschaften, Nationalökonomie und Philosophie an den Universitäten Berlin, Bonn und Frankfurt. Er legte das erste und zweite Staatsexamen ab und promovierte zum Dr. phil. Danach widmete er sich der Journalistik. Nach mehrjähriger Tätigkeit in der Industrie war er Mitglied der Redaktionsverbände großer Tageszeitungen, u. a. der Deutschen Tageszeitung in Berlin und der Kölnischen Zeitung in Köln.
Ausgedehnte Studienreisen führten ihn durch alle Teile des Inlandes, durch fast sämtliche europäischen Länder und nach Nord-Afrika, wobei er sein Hauptaugenmerk auf agrarkundliche und verwandte Fragen richtete.
Im Verlauf dieser Tätigkeit wurde das Material zum Buch Die Wüste droht gesammelt und gesichtet. 1947 konnte er es unter der US-Zulassungsnummer 1031 in Bremen veröffentlichen. Das Vorwort ist unterzeichnet mit: "Wüschheim bei Köln, im Dezember 1944, Anton Metternich".
Von 1945 bis 1948 gehörte Metternich dem Landkreistag Euskirchen an; von April bis Oktober 1945 und von Oktober 1946 bis November 1948 amtierte er als Landrat dieses Landkreises.
Anton Metternich starb am 27. August 1949.

## Werke
- Die Wüste droht. Die gefährdete Nahrungsgrundlage der menschlichen Gesellschaft. Verlag Friedrich Trüjen, Bremen 1947, DNB 453347738.[1]